# John Hickman

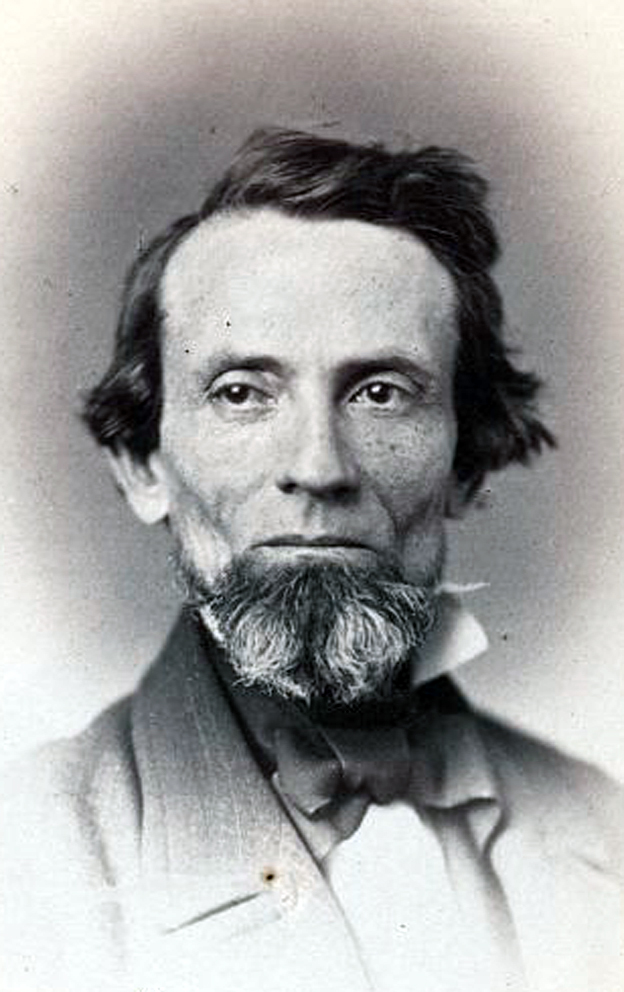
John Hickman (1859)

John Hickman (* 11. September 1810 in West Bradford, Chester County, Pennsylvania; † 23. März 1875 in West Chester, Pennsylvania) war ein US-amerikanischer Politiker. Zwischen 1855 und 1863 vertrat er den Bundesstaat Pennsylvania im US-Repräsentantenhaus.

## Werdegang
John Hickman genoss eine private Schulausbildung. Anschließend begann er ein Medizinstudium, das er aber zugunsten eines Jurastudiums abbrach. Nach seiner 1833 erfolgten Zulassung als Rechtsanwalt begann er in West Chester in diesem Beruf zu praktizieren. Gleichzeitig schlug er als Mitglied der Demokratischen Partei eine politische Laufbahn ein. Im Mai 1844 nahm er als Delegierter an der Democratic National Convention in Baltimore teil, auf der James K. Polk als Präsidentschaftskandidat nominiert wurde. Zwischen 1845 und 1846 war er Bezirksstaatsanwalt im Chester County.
Bei den Kongresswahlen des Jahres 1854 wurde Hickman im sechsten Wahlbezirk von Pennsylvania in das US-Repräsentantenhaus in Washington, D.C. gewählt, wo er am 4. März 1855 die Nachfolge von William Everhart antrat. Nach drei Wiederwahlen konnte er bis zum 3. März 1863 vier Legislaturperioden im Kongress absolvieren. Diese waren bis 1861 von den Ereignissen im Vorfeld des Bürgerkrieges und seit 1861 vom Krieg selbst geprägt. Hickman war ein entschiedener Gegner der Sklaverei und gehörte zum sogenannten Anti-Lecompton-Flügel seiner Partei bei, der sich gegen die Sklaverei wandte. 1860 wechselte er dann zu den Republikanern, als deren Kandidat er in diesem Jahr in den Kongress gewählt wurde. Er war ein loyaler Verfechter der Sache der Union und trat entschieden gegen die Konföderation auf. Von 1857 bis 1859 war Hickman Vorsitzender des Kongressausschusses für Abfindungen aus der Zeit der amerikanischen Revolution; zwischen 1859 und 1863 leitete er den Rechtsausschuss. 1862 war er einer der Abgeordneten, die mit der Durchführung eines Amtsenthebungsverfahrens gegen den Bundesrichter West Hughes Humphreys beauftragt waren. Im selben Jahr verzichtete er auf eine weitere Kongresskandidatur.
Nach dem Ende seiner Zeit im US-Repräsentantenhaus praktizierte John Hickman wieder als Anwalt. Im Jahr 1869 wurde er Abgeordneter im Repräsentantenhaus von Pennsylvania. Er starb am 23. März 1875 in West Chester.